# مورین بانیان
مورین بانیان (زادهٔ ۲۷ فوریهٔ ۱۹۴۶ در آروبا) یک آروبایی-آمریکایی و گوینده خبرهای تلویزیونی است. او به مدت ۲۲ سال از ۱۹۷۳ تا ۱۹۹۵ گویندهٔ اصلی شبکه WUSA بود. در سال ۱۹۹۹، او به تلویزیون بازگشت و به‌عنوان مجری مشترک WJLA-TV فعالیت کرد و به افزایش رتبهٔ این شبکه تا جایگاه دوم بازار کمک کرد.
بانیان از بنیان‌گذاران و اعضای هیئت‌مدیرهٔ بنیاد بین‌المللی رسانه‌های زنان و از بنیان‌گذاران انجمن ملی روزنامه‌نگاران سیاه‌پوست است. او همچنین رئیس شرکت «مورین بانیان کامیونیکیشنز» است.
او در سال ۱۹۹۲ به‌عنوان «واشینگتنی سال» شناخته شد و به تالار مشاهیر شعبهٔ واشینگتن انجمن روزنامه‌نگاران حرفه‌ای، «حلقه نقره‌ای» آکادمی ملی هنرها و علوم تلویزیون (NATAS) و باشگاه پیشگامان پخش واشینگتن راه یافت.

## زندگی‌نامه

### اوایل زندگی
بانیان بزرگ‌ترین دختر از سه فرزند بود و در ۱۱ سالگی به همراه خانواده‌اش در میلواکی، ویسکانسین ساکن شد. والدینش، ویلهلمینا و آرتور، اهل گویان بودند و به آروبا مهاجرت کرده بودند. پس از درگذشت مادرش، ویلهلمینا که پرستار بود، بانیان و خانواده‌اش همچنان به دنبال فرصت‌های تحصیلی بودند؛ در مقطعی، تمامی اعضای خانواده در کالج‌ها و دانشگاه‌های محلی ثبت‌نام کرده بودند و هر یک در حال تحصیل در مقطع کارشناسی بودند.

### اوایل دوران حرفه‌ای
بانیان حرفهٔ روزنامه‌نگاری خود را به‌عنوان یک خبرنگار مستقل در میلواکی ژورنال آغاز کرد، درحالی‌که در دانشگاه ویسکانسین-میلواکی مشغول تحصیل بود. سپس به مشاغل تلویزیونی در WGBH-TV بوستون و WCBS-TV در نیویورک روی آورد، پیش از آن‌که در سال ۱۹۷۳ به واشینگتن بیاید و به WTOP-TV (که اکنون WUSA-TV نام دارد) بپیوندد، ایستگاهی که به دلیل تیم اخبار شاهد عینی خود، شامل مکس رابینسون، گوردون پیترسون و وارنر وولف، شناخته می‌شد.

### ارتقا به مجری‌گری
بانیان که در ابتدا به‌عنوان خبرنگار و مجری مشترک اخبار آخر هفته در کنار پاتریک مک‌گراث فعالیت می‌کرد، پس از پیوستن رابینسون به اخبار ای‌بی‌سی در سال ۱۹۷۸، به مجری مشترک بخش خبری ساعت ۶ عصر در کنار گوردون پیترسون ارتقا یافت (یک دهه بعد، او بخش خبری ساعت ۱۱ شب را نیز به مسئولیت‌های خود اضافه کرد). او در کنار دیگر اعضای تیم خبری محلی، از جمله گزارشگر ورزشی گلن برنر و هواشناس گوردون بارنز، فعالیت کرد. بانیان علاوه بر پوشش اخبار مهم محلی، ملی و بین‌المللی، مجری برنامه‌های تحلیلی برنده جایزه ۲۲:۲۶ و استودیو ناین نیز بود.

### ترک WUSA
در ۱۱ دسامبر ۱۹۹۵، پس از آن‌که مدیریت WUSA به او پیشنهاد تنزل مقام و کاهش حقوق برای ماندن در ایستگاه را داد، بانیان با اعلام استعفای خود در بخش خبری ساعت ۶ عصر، بینندگان را غافلگیر کرد. پس از خروج او، رتبه‌بندی کانال ۹ کاهش یافت و جایگاه نخست خود را به رقیبش WRC-TV واگذار کرد.

### بازگشت به تلویزیون واشینگتن
بانیان برای مدت کوتاهی در ام‌اس‌ان‌بی‌سی فعالیت کرد و همچنین یک شرکت روابط عمومی را اداره کرد، تا این‌که در فوریه ۱۹۹۹ به تلویزیون واشینگتن بازگشت و جایگزین پل بری به‌عنوان مجری اصلی در WJLA-TV شد. پنج سال بعد، او دوباره با دوست قدیمی و همکار سابقش در WUSA، گوردون پیترسون، در اخبار ساعت ۶ عصر همکاری کرد. این همکاری باعث شد WJLA از جایگاه سوم به جایگاه دوم در آن بازهٔ زمانی، پس از WRC، صعود کند.
در ۹ ژانویه ۲۰۱۷، شرکت سینکلر، مالک WJLA، اعلام کرد که قرارداد بانیان تمدید نخواهد شد. آخرین بخش خبری او در WJLA در ۳۱ ژانویه ۲۰۱۷ پخش شد.

## زندگی شخصی
در طول سال‌هایی که در واشینگتن فعالیت می‌کرد، بانیان جوایز متعددی دریافت کرد. او همچنین در دانشکدهٔ عالی روزنامه‌نگاری دانشگاه کلمبیا و دانشکدهٔ عالی آموزش دانشگاه هاروارد تحصیل کرد و در سال ۱۹۸۰ مدرک کارشناسی ارشد خود را دریافت کرد.

## جوایز
- جایزهٔ «مادر پیشگام» از مرکز ملی تحقیقات سلامت، ۲۰۱۷